# Mosannona garwoodii
Mosannona garwoodii Chatrou & Welzenis – gatunek rośliny z rodziny flaszowcowatych (Annonaceae Juss.). Występuje endemicznie w Panamie. 

## Morfologia
PokrójZimozielone drzewo lub krzew dorastające do 15 m wysokości.
LiścieMają eliptyczny kształt. Mierzą 8,3–16 cm długości oraz 1,6–4 cm szerokości. Nasada liścia jest od rozwartej do ostrokątnej. Blaszka liściowa jest całobrzega o spiczastym wierzchołku. Ogonek liściowy jest nagi i dorasta do 2–6 mm długości.
KwiatySą pojedyncze, rozwijają się na szczytach pędów. Działki kielicha mają owalny kształt i dorastają do 2 mm długości. Płatki mają kształt od eliptycznego do owalnego, osiągają do 18–27 mm długości. Kwiaty mają około 200 pręcików i 50–100 owocolistków.
OwocePojedyncze o elipsoidalnym kształcie. Osiągają 16–20 mm długości.

## Biologia i ekologia
Rośnie w lasach, na terenach nizinnych.